# Karel Ignác Fanfrdla
Karel Ignác Fanfrdla (1. ledna 1893 Náměšť nad Oslavou – 21. května 1973 Brno), občanským jménem Ignác Eduard Fanfrdla, byl český (resp. moravský) římskokatolický duchovní a komunální politik.

## Životopis
Narodil se 1. ledna 1893 v Náměšti nad Oslavou v rodině tamního koláře Antonína Fanfrdly a jeho manželky Anny, rozené Matouškové původem z Litavy (rodiče měli svatbu v roce 1891 v Olší). Po maturitě na druhém českém státním gymnáziu v Brně v roce 1913 vstoupil toho roku do augustiniánského noviciátu na Starém Brně a jako člen augustiniánského řádu přijal jméno Karel Boromejský. Kněžské svěcení přijal 5. července 1918. Po vysvěcení studoval práva na Univerzitě Karlově i Masarykově univerzitě (studium ale nedokončil), dva roky také studoval teologii v Innsbrucku (rovněž nedokončil). Jeho kněžským působištěm pak byly brněnské farnosti. Byl kaplanem ve starobrněnské farnosti a katechetou na českých a německých školách na Starém Brně. Po vysvěcení kostela svatého Augustina v brněnské Masarykově čtvrti roku 1935 působil jako jeho první duchovní správce a roku 1938 se stal jeho prvním farářem.
Účastnil se také veřejného života. Na VI. valném sjezdu Orla v roce 1934 zvolen jeho prvním ústředním jednatelem, tuto funkci vykonával až do svého zatčení gestapem v roce 1939. Roku 1935 byl rovněž zvolen do zastupitelstva města Brna za Československou stranu lidovou (ČSL) a stal se prvním náměstkem starosty Rudolfa Spaziera; v této funkci setrval do převzetí brněnské radnice německými nacisty v březnu 1939 po vzniku Protektorátu.
Dne 1. září 1939 byl v Brně zatčen gestapem v rámci akce Albrecht der Erste. Vězněn byl postupně na Špilberku, v Dachau, Buchenwaldu, a poté znovu v Dachau. Zde byl umístěn až do dubna 1945, kdy byl tento koncentrační tábor osvobozen. Po druhé světové válce se vrátil do farnosti u sv. Augustina a nadále byl činný v komunální politice za lidovce. V letech 1945–1948 byl náměstkem předsedy moravskoslezského zemského národního výboru v Brně, předsedou krajské rady ČSL v Brně, předsedou Cyrilometodějské záložny v Brně. Po únoru 1948 (konkrétně v červnu 1949) ho Okresní soud v Brně odsoudil na dva roky do vězení za údajnou zpronevěru. Propuštěn byl v lednu následujícího roku, neustále však byl sledován Státní bezpečností. V roce 1961 byl donucen opustit farnost u sv. Augustina a stal se administrátorem ve farnosti Kobylí. V době politického uvolnění v roce 1968 se mohl vrátit do Brna a vypomáhal ve starobrněnské farnosti až do konce svého života.
Zemřel roku 1973 ve věku 80 let, pohřben byl na brněnském Ústředním hřbitově v augustiniánské hrobce.